# Irina Ektova
Irina Etkova (née Litvinenko le 8 janvier 1987 à Petropavl) est une athlète kazakhe, spécialiste du triple saut.

## Carrière
Le 27 juillet 2011, elle porte son record personnel à 14,48 m à Almaty.
Elle remporte la médaille d'argent lors des Championnats d'Asie 2017 à Bhubaneswar.
Elle concourt pour le club Altay Athletics, club professionnel international kazakh.

## Vie privée
Elle est mariée au spécialiste du triple saut Yevgeniy Ektov et est entraînée par son beau-père Alexander Ektov.

## Palmarès
| Date | Compétition                  | Lieu        | Résultat | Marque  |
| ---- | ---------------------------- | ----------- | -------- | ------- |
| 2007 | Universiade                  | Bangkok     | 13e      | 13,22 m |
| 2007 | Championnats d'Asie          | Amman       | 3e       | 13,80 m |
| 2007 | Jeux asiatiques en salle     | Macao       | 1re      | 13,56 m |
| 2009 | Universiade                  | Belgrade    | 4e       | 13,85 m |
| 2009 | Championnats d'Asie          | Guangzhou   | 3e       | 13,99 m |
| 2009 | Jeux asiatiques en salle     | Hanoï       | 2e       | 13,87 m |
| 2011 | Championnats d'Asie          | Kobe        | 6e       | 13,88 m |
| 2013 | Championnats d'Asie          | Pune        | 3e       | 13,75 m |
| 2013 | Universiade                  | Kazan       | 4e       | 14,13 m |
| 2014 | Championnats d'Asie en salle | Hangzhou    | 6e       | 13,09 m |
| 2015 | Championnats d'Asie          | Wuhan       | 5e       | 13,27 m |
| 2015 | Universiade                  | Gwangju     | 6e       | 13,45 m |
| 2016 | Championnats d'Asie en salle | Doha        | 3e       | 13,48 m |
| 2017 | Championnats d'Asie          | Bhubaneswar | 2e       | 13,62 m |
| 2018 | Championnats d'Asie en salle | Téhéran     | 1re      | 13,79 m |
| 2018 | Jeux asiatiques              | Jakarta     | 6e       | 13,58 m |

## Records
| Épreuve     | Épreuve   | Performance | Lieu      | Date            |
| ----------- | --------- | ----------- | --------- | --------------- |
| Triple saut | Plein air | 14,33 m     | Bangkok   | 23 juin 2008    |
| Triple saut | En salle  | 14,09 m     | Karaganda | 27 janvier 2012 |